# Alexander Milošević
Goran Alexander Sjöström Milošević (Sundbyberg, 30 gennaio 1992) è un calciatore svedese con cittadinanza serba, difensore del Portsmouth.

## Biografia
È nato nei pressi di Stoccolma da padre serbo e madre svedese con origini finlandesi.

## Carriera

### Club
Il primo club di Milošević è stato il Rissne, la squadra del sobborgo della periferia nord-occidentale di Stoccolma in cui è cresciuto (e che ha tatuato sull'avambraccio destro). All'età di 8 anni è passato alle giovanili del Vasalund, nell'adiacente comune di Solna, dove è spesso utilizzato da centrocampista offensivo. Con il Vasalund ha debuttato nel campionato di Superettan nel 2009, ed ha giocato anche l'anno successivo trascorso in Division 1.
Prima dell'inizio della stagione 2011 ha firmato un contratto quadriennale con l'AIK, il club principale della zona in cui egli è cresciuto. Complice l'infortunio all'anca riportato dal compagno di reparto Per Karlsson durante la prima giornata, Milošević si è imposto subito tra i piani del tecnico Andreas Alm, tanto da essere schierato titolare in 29 occasioni sulle 30 partite di Allsvenskan previste da calendario. A fine torneo l'AIK si è classificato al secondo posto, e Milošević è stato nominato miglior debuttante della Allsvenskan 2011.

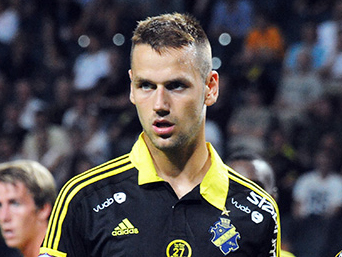
Milošević all'AIK nel 2014.

Nel campionato 2012 ha giocato da titolare le prime 6 partite, ma una frattura al piede e un successivo infortunio al ginocchio lo hanno tenuto fuori fino alla fine del torneo, costringendolo a saltare anche l'Europa League 2012-2013. Nel frattempo, il 22 aprile 2012 aveva segnato il suo primo gol con la maglia dell'AIK, con un potente tiro scoccato da 42,2 metri nel match casalingo contro il GIF Sundsvall. Ristabilitosi dall'infortunio, l'anno seguente è tornato nello schieramento di partenza di Andreas Alm. Nell'aprile 2014 ha firmato un rinnovo triennale del suo contratto con l'AIK in scadenza a fine stagione.
Nel gennaio 2015 Milošević è stato acquistato dal Beşiktaş per un milione di euro, firmando un contratto di tre anni e mezzo con un'opzione per ulteriori due anni. Circa un mese più tardi, il 5 febbraio, si è rotto un metatarso durante l'incontro di coppa contro il Çaykur Rizespor.
Il 1º febbraio 2016 è stato girato ai tedeschi dell'Hannover tramite uno scambio di prestiti, con il brasiliano Marcelo a fare il percorso inverso. La sua stagione si è chiusa in anticipo il 23 aprile, alla decima presenza con i tedeschi, quando è dovuto uscire per un problema al ginocchio destro durante il match contro l'Ingolstadt. L'infortunio non ha comportato un intervento chirurgico, ma lo ha costretto a uno stop di circa sei settimane. Nell'agosto dello stesso anno, il Beşiktaş lo ha nuovamente girato in prestito ad un altro club della Bundesliga tedesca, il Darmstadt. Ha iniziato la stagione giocando titolare (senza essere mai sostituito) nelle prime 13 partite del campionato, sotto la gestione del tecnico Norbert Meier. Con l'esonero di Meier, avvenuto a dicembre, Milošević ha perso il proprio posto al centro della difesa, venendo utilizzato dal nuovo allenatore Torsten Frings in cinque occasioni in tutto.
Nel settembre del 2017, Milošević è stato ceduto temporaneamente a un club della seconda serie turca, il Çaykur Rizespor. Durante il successivo mese di dicembre il Beşiktaş ha rescisso consensualmente il contratto, svincolando il giocatore.
Il 28 febbraio 2018, dopo i tre anni trascorsi all'estero, Milošević è ritornato all'AIK: ha firmato un contratto annuale e scelto la maglia numero 6, la stessa indossata nella precedente parentesi svedese. Ha collezionato 27 presenze su 30 partite, in un campionato culminato con la vittoria del titolo nazionale.
Il 1º febbraio 2019 ha firmato un contratto di un anno e mezzo con il Nottingham Forest, militante nella Championship inglese. Nella rimanente parte di stagione ha raccolto 12 presenze in campionato, e segnato una rete contro il Middlesbrough. Il 28 ottobre dello stesso anno, dopo un avvio di stagione in cui non ha mai trovato spazio sotto la guida del nuovo tecnico Sabri Lamouchi, ha rescisso consensualmente il contratto con il club.
Svincolato, ha trattato un ritorno all'AIK, ma la difficile situazione economica della società non ha consentito il suo ingaggio. Nel luglio del 2020 Milošević è stato così annunciato dai danesi del Vejle, squadra che era appena risalita in Superligaen. L'ingaggio da parte del Vejle era originariamente biennale, ma il 30 dicembre 2020 è stato reso noto che le due parti hanno optato per una risoluzione contrattuale sfruttando una clausola da attuare entro la fine dell'anno.
Nel marzo del 2021 Milošević è tornato nuovamente all'AIK, siglando un accordo annuale. La squadra ha lottato fino all'ultima giornata per il titolo, sfumato solo per differenza reti, mentre Milošević a fine anno è stato uno dei tre nominati per il premio di difensore dell'anno di quell'edizione della Allsvenskan. Alla mezzanotte del 1º gennaio 2022, l'AIK ha annunciato il suo rinnovo per ulteriori 3+1 anni. La seconda metà della sua stagione 2022 è stata compromessa da una commozione cerebrale rimediata durante la trasferta della 15ª giornata contro l'IFK Värnamo, partita in cui Milošević ha fortuitamente ricevuto una ginocchiata alla tempia dal suo portiere Kristoffer Nordfeldt uscito in presa alta. Per via di questo incidente, in tutto il girone di ritorno ha potuto giocare di fatto solo 45 minuti, ovvero quelli prima dell'incidente. Prima dell'inizio della stagione 2023 è stato nominato nuovo capitano, ereditando la fascia da Sebastian Larsson che si era appena ritirato. Proprio la stagione 2023 lo ha visto tornare in campo sin dalla coppa e sin dalla prima giornata di campionato. Nel febbraio 2024, durante un allenamento in precampionato, ha ricevuto un secondo colpo alla testa che lo ha tenuto fuori causa per alcuni mesi, visto che ha giocato la sua prima partita ufficiale stagionale a luglio. Il 6 novembre 2024, quattro giorni prima dell'ultima giornata dell'Allsvenskan 2024, il club ha comunicato che il contratto in scadenza di Milošević non sarebbe stato rinnovato e che pertanto il giocatore avrebbe giocato di lì a poco la sua ultima partita in nerogiallo. La sua carriera all'AIK si è dunque chiusa con 210 presenze ufficiali, di cui 201 da titolare.
Il 7 marzo 2025 è stato ingaggiato a parametro zero dagli inglesi del Portsmouth, militanti in Football League Championship.

### Nazionale
Inizialmente Milošević aveva scelto di giocare per la nazionale giovanile serba, ma a partire dall'Under-19 prese la decisione definitiva di vestire la maglia della Svezia. Nel gennaio 2012 avrebbe dovuto debuttare con la nazionale maggiore svedese, ma a causa di un infortunio ha dovuto rinunciare alla convocazione.
Il 26 gennaio 2013 ha giocato la sua prima partita con la nazionale maggiore, contro la Finlandia in King's Cup. La seconda presenza l'ha collezionata circa un anno più tardi, nell'amichevole di Abu Dhabi contro la Moldavia.
Nel frattempo ha continuato a giocare anche con l'Under-21, indossando anche la fascia di capitano. La sua ultima partita in Under-21 è stata la finale dell'Europeo 2015 di categoria, giocata da titolare e vinta proprio dagli svedesi. A causa di un infortunio rimediato ad aprile con la maglia dell'Hannover, è stato costretto a saltare con certezza gli Europei 2016 con la nazionale maggiore.

## Statistiche

### Presenze e reti nei club
Statistiche aggiornate al 4 febbraio 2019.
| Stagione                 | Squadra           | Campionato      | Campionato | Campionato | Coppe nazionali | Coppe nazionali | Coppe nazionali | Coppe continentali | Coppe continentali | Coppe continentali | Altre coppe | Altre coppe | Altre coppe | Totale | Totale |
| Stagione                 | Squadra           | Comp            | Pres       | Reti       | Comp            | Pres            | Reti            | Comp               | Pres               | Reti               | Comp        | Pres        | Reti        | Pres   | Reti   |
| ------------------------ | ----------------- | --------------- | ---------- | ---------- | --------------- | --------------- | --------------- | ------------------ | ------------------ | ------------------ | ----------- | ----------- | ----------- | ------ | ------ |
| 2009                     | Vasalund          | S               | 1          | 0          | SC              | -               | -               | -                  | -                  | -                  | -           | -           | -           | 1      | 0      |
| 2010                     | Vasalund          | S               | 23         | 5          | SC              | -               | -               | -                  | -                  | -                  | -           | -           | -           | 23     | 5      |
| Totale Vasalund          | Totale Vasalund   | Totale Vasalund | 24         | 5          |                 | 0               | 0               |                    | 0                  | 0                  |             | 0           | 0           | 24     | 5      |
| 2011                     | AIK               | A               | 29         | 0          | SC              | -               | -               | -                  | -                  | -                  | -           | -           | -           | 29     | 0      |
| 2012                     | AIK               | A               | 6          | 1          | SC              | 2               | 0               | UEL                | 0                  | 0                  | SC          | 1           | 0           | 9      | 1      |
| 2013                     | AIK               | A               | 18         | 0          | SC              | 0               | 0               | UEL                | 0                  | 0                  | -           | -           | -           | 18     | 0      |
| 2014                     | AIK               | A               | 27         | 3          | SC              | 1               | 0               | UEL                | 3                  | 0                  | -           | -           | -           | 31     | 3      |
| Totale AIK               | Totale AIK        | Totale AIK      | 80         | 4          |                 | 3               | 0               |                    | 3                  | 0                  |             | 1           | 0           | 87     | 4      |
| gen.-mag. 2015           | Beşiktaş          | SL              | 1          | 0          | CT              | 2               | 0               | -                  | -                  | -                  | -           | -           | -           | 3      | 0      |
| 2015-gen. 2016           | Beşiktaş          | SL              | 1          | 0          | CT              | 3               | 0               | UEL                | 0                  | 0                  | -           | -           | -           | 4      | 0      |
| Totale Beşiktaş          | Totale Beşiktaş   | Totale Beşiktaş | 2          | 0          |                 | 5               | 0               |                    | 0                  | 0                  |             |             |             | 7      | 0      |
| gen.-giu. 2016           | Hannover 96       | BL              | 10         | 0          | CG              | 0               | 0               | -                  | -                  | -                  | -           | -           | -           | 10     | 0      |
| ago. 2016+mag.-giu. 2017 | Beşiktaş          | SL              | 0          | 0          | CT              | 0               | 0               | -                  | -                  | -                  | SC          | 0           | 0           | 0      | 0      |
| ago.2016-mag.2017        | Darmstadt         | BL              | 18         | 0          | CG              | 2               | 0               | -                  | -                  | -                  | -           | -           | -           | 20     | 0      |
| ago. 2017                | Beşiktaş          | SL              | 0          | 0          | CT              | 0               | 0               | -                  | -                  | -                  | SC          | 0           | 0           | 0      | 0      |
| set.-dic 2017            | Çaykur Rizespor   | SL              | 5          | 0          | CT              | 1               | 0               | -                  | -                  | -                  | -           | -           | -           | 6      | 0      |
| 2018                     | AIK               | A               | 27         | 0          | SC + SC         | 2 + 1           | 0 + 0           | UEL                | 4                  | 0                  | -           | -           | -           | 34     | 0      |
| gen. 2019-               | Nottingham Forest | FLC             | 1          | 0          | FACup+CdL       | -               | -               | -                  | -                  | -                  | -           | -           | -           | 1      | 0      |
| Totale carriera          | Totale carriera   | Totale carriera | 167        | 9          |                 | 14              | 0               |                    | 7                  | 0                  |             | 1           | 0           | 189    | 9      |

### Cronologia presenze e reti in nazionale
| Cronologia completa delle presenze e delle reti in nazionale ― Svezia | Cronologia completa delle presenze e delle reti in nazionale ― Svezia | Cronologia completa delle presenze e delle reti in nazionale ― Svezia | Cronologia completa delle presenze e delle reti in nazionale ― Svezia | Cronologia completa delle presenze e delle reti in nazionale ― Svezia | Cronologia completa delle presenze e delle reti in nazionale ― Svezia | Cronologia completa delle presenze e delle reti in nazionale ― Svezia | Cronologia completa delle presenze e delle reti in nazionale ― Svezia |
| Data                                                                  | Città                                                                 | In casa                                                               | Risultato                                                             | Ospiti                                                                | Competizione                                                          | Reti                                                                  | Note                                                                  |
| --------------------------------------------------------------------- | --------------------------------------------------------------------- | --------------------------------------------------------------------- | --------------------------------------------------------------------- | --------------------------------------------------------------------- | --------------------------------------------------------------------- | --------------------------------------------------------------------- | --------------------------------------------------------------------- |
| 26-1-2013                                                             | Chiang Mai                                                            | Svezia                                                                | 3 – 0                                                                 | Finlandia                                                             | Amichevole                                                            | -                                                                     | 79’                                                                   |
| 17-1-2014                                                             | Abu Dhabi                                                             | Moldavia                                                              | 1 – 2                                                                 | Svezia                                                                | Amichevole                                                            | -                                                                     |                                                                       |
| 8-6-2015                                                              | Oslo                                                                  | Norvegia                                                              | 0 – 0                                                                 | Svezia                                                                | Amichevole                                                            | -                                                                     |                                                                       |
| 14-6-2015                                                             | Stoccolma                                                             | Svezia                                                                | 3 – 1                                                                 | Montenegro                                                            | Qual. Euro 2016                                                       | -                                                                     |                                                                       |
| 29-3-2016                                                             | Stoccolma                                                             | Svezia                                                                | 1 – 1                                                                 | Rep. Ceca                                                             | Amichevole                                                            | -                                                                     | 65’                                                                   |
| 8-1-2018                                                              | Doha                                                                  | Finlandia                                                             | 1 – 0                                                                 | Svezia                                                                | Amichevole                                                            | -                                                                     | cap.                                                                  |
| 11-1-2019                                                             | Doha                                                                  | Islanda                                                               | 2 – 2                                                                 | Svezia                                                                | Amichevole                                                            | -                                                                     | 86’                                                                   |
| 2-6-2022                                                              | Lubiana                                                               | Slovenia                                                              | 0 – 2                                                                 | Svezia                                                                | UEFA Nations League 2022-2023 - 1º turno                              | -                                                                     | 45+2’                                                                 |
| 5-6-2022                                                              | Solna                                                                 | Svezia                                                                | 1 – 2                                                                 | Norvegia                                                              | UEFA Nations League 2022-2023 - 1º turno                              | -                                                                     |                                                                       |
| Totale                                                                |                                                                       | Presenze                                                              | 9                                                                     |                                                                       | Reti                                                                  | 0                                                                     |                                                                       |

## Palmarès

### Competizioni nazionali
- Campionato turco: 1

Beşiktaş: 2015-2016
- Campionato svedese: 1

AIK: 2018

### Nazionale
- Campionato d'Europa Under-21: 1

Svezia: 2015